# Марија Пејчиновић Бурић
Марија Пејчиновић Бурић (хрв. Marija Pejčinović Burić; Мостар, 9. април 1963) хрватска је политичарка. Чланица Хрватске демократске заједнице, између 2017. и 2019. била је министарка спољних и европских послова и прва потпредседница Владе Републике Хрватске. Трећа је жена на функцији министарке спољних послова, после Колинде Грабар Китаровић и Весне Пусић. Од 18. септембра 2019. обавља дужност генералне секретарке Савета Европе.